# Petar Gojniković
Petar Gojniković (Servisch: Петар Гојниковић, Grieks: Πέτρος) (Stari Ras, ca. 870 - na augustus 917)  was de zoon van Gojnik, de grootžupan van Servië, en dus ook de neef van Mutimir. Hij regeerde als grootžupan over Servië van 892 tot 917.
Petar kwam met de steun van tsaar Simeon I van Bulgarije op de troon. Vanaf dan kwam Servië onder Bulgaarse suzereiniteit. Toen Petar in 917 de zijde van Byzantium koos in het conflict met Bulgarije, ondernam Simeon een aanval op Servië en werd Petar gevangengenomen. Petar werd opgevolgd door de zoon van Bran, Prvoslavs broer, Pavle Branović. Petar stierf korte tijd later in gevangenschap.
Petar werd waarschijnlijk gedoopt. Hij stelde zijn rijk open voor Bulgaarse en Byzantijnse missionarissen.